# Ganske-Verlagsgruppe
Die Ganske-Verlagsgruppe ist die Holding einer mittelständischen Unternehmensgruppe, die 18 Unternehmen mit rund 1.500 Beschäftigten zusammenfasst. Schwerpunkt der Unternehmenstätigkeit sind Bücher, Zeitschriften, elektronische Medien und der Handel. Hauptstandorte sind Hamburg und München.
Der Schwerpunkt der Themen liegt neben dem Literaturverlag in den Bereichen Reise, Gourmet, Lifestyle und Architektur. Lizenzierte Versionen der von der Verlagsgruppe herausgegebenen Publikumszeitschriften sowie Auftragsproduktionen wie beispielsweise das BMW-Magazin und das Evonik-Magazin erscheinen in vielen Ländern der Welt.

## Geschichte
Im Jahre 1907 gründete Richard Ganske in Kiel den Lesezirkel „Leserkreis Daheim“, den später sein Sohn Kurt Ganske übernahm und ausbaute. Er gründete nach dem Zweiten Weltkrieg den Jahreszeiten Verlag für gehobene Zeitschriften (seit Juni 1948 z. B. die Zeitschrift Merian) und erwarb den Hamburger Traditionsbuchverlag Hoffmann und Campe, in dem einst die Bücher Heinrich Heines erschienen und der heute unter anderem Siegfried Lenz, Angela Merkel, José Saramago, Harald Martenstein, Loki Schmidt, Stephen Hawking, Patricia Cornwell, Doris Lessing, Matthias Politycki und Monika Maron verlegt. 
Seit dem Tod von Kurt Ganske 1979 führt dessen Sohn Thomas Ganske die Geschäfte. 2001 bündelte dieser alle Unternehmen in der Holdinggesellschaft Ganske Verlagsgruppe GmbH und übernahm selbst den Vorstandsvorsitz.
Die Verlagsgruppe brachte 1986 die damals neuartige Zeitschrift Tempo, inspiriert durch Vanity Fair und New York Magazine, den sogenannten New Journalism nach Deutschland. Auch die Wochenzeitung Die Woche wurde von der Ganske Verlagsgruppe verlegt, 2002 wurde sie eingestellt. Im Mai 2011 übernahm die Verlagsgruppe den Kunst- und Architekturbuchverlag Hatje Cantz sowie von Langenscheidt die Reiseführermarken Polyglott und APA, die in dem Unternehmen GVG TRAVEL MEDIA weitergeführt werden. 2015 wurde iPUBLISH Ganske Interactive Publishing GmbH und ticcats.de eingestellt. Im Dezember 2016 wurden Produktion und Vertrieb des Zweitausendeins-Merkhefts übernommen.
Thomas Ganskes Sohn Sebastian Ganske übernahm im Herbst 2019 den Posten „Vorstand Zeitschriften“ der Verlagsgruppe und trat zugleich der Geschäftsführung des Jahreszeiten Verlags bei. Seit 2023 ist er CEO des Jahreszeiten-Verlags.

## Produkte
Die Aktivitäten der Unternehmensgruppe umfassen Bücher und Zeitschriften, elektronische Reise- und Navigationssoftware, einen Versandbuchhandel und einen Lesezirkel. Außerdem gehört ihr das Relais & Châteaux-Hotel Hohenhaus in Nordhessen.

### Imprints
- APA
- Deutscher Taschenbuch Verlag (größter Anteilseigner)
- Gräfe und Unzer (1990 bis 2024)
- Guide Michelin
- Hallwag
- Hoffmann und Campe
- Merian
- Hatje Cantz
- Polyglott
- Teubner
- Travel House Media

### Zeitschriften
- Der Feinschmecker
- Foodie
- Merian
- Merian Scout (ab Oktober 2018)
- A&W Architektur & Wohnen
- Robb Report Deutschland
- Clever leben
- Lafer

(alle im Jahreszeiten Verlag)

### Electronic Publishing
- 4Seasons Digital.net

### Handel
- Leserkreis Daheim
- Werbemerkur
- Presse Spezial Handel
- Premium Sales Germany
- Akzente Versandbuchhandlung
- Science Shop
- vitaldirekt Versand
- Mail:Order:Kaiser
- Taubert Versandbuchhandlung
- Frölich und Kaufmann Kunstbuchhandlung[7]
- Hotel Hohenhaus (Relais & Châteaux)